# Gasma
Gasma est une localité située dans le département de Boussé de la province du Kourwéogo dans la région Plateau-Central au Burkina Faso.

## Santé et éducation
Les centres de soins les plus proches de Gasma sont le centre de santé et de promotion sociale (CSPS) et le centre médical avec antenne chirurgicale (CMA) de Boussé.
Le village possède une école primaire publique.